# Valtellina Superiore
Valtellina Superiore DOCG ist die Bezeichnung (Denomination) für trockene italienische Rotweine, die im Veltlin (italienisch Valtellina) in der Provinz Sondrio (Region Lombardei) unter Einhaltung der hierfür maßgeblichen Produktionsvorschriften erzeugt und in den Verkehr gebracht werden.

## Anbaugebiet
Das Anbaugebiet der Trauben liegt im Tal der Adda, einem etwa 100 Kilometer langen Tal der westlichen Ostalpen, und erstreckt sich über etwa 50 km in Ost-West-Richtung beiderseits der Provinzhauptstadt Sondrio.
Bei den Anbauflächen handelt es sich ganz überwiegend um terrassierte Steillagen, deren etwa 2500 Kilometer Terrassenmauern als Trockenmauerwerk errichtet sind. Die Baukunst zur Errichtung solcher Trockenmauern (englisch „Art of dry stone walling, knowledge and techniques“) ist 2018 von der UNESCO als immaterielles Kulturerbe der Menschheit anerkannt worden. Die das Landschaftsbild prägenden Terrassen mit ihren Trockenmauern sind seit 2020 national als „Historische ländliche Landschaft“ (italienisch Paesaggio Rurale Storico) anerkannt und im diesbezüglichen Register, dem „Registro Nazionale dei Paesaggi Rurali Storici“ eingetragen.
Im Norden der besonnten Talseite schützen die Bernina-Alpen, eine Untergruppe der Rätischen Alpen (italienisch Alpi Retiche) gegen kalte Nordwinde. Im Süden, auf der Schattenseite des Tales, liegen die Bergamasker Alpen (italienisch Alpi Orobie), welche gegen die Feuchtigkeit der Po-Ebene schützen.
Die äußeren Grenzen des Anbaugebietes (richtigerweise der Anbaugebiete, da es sich um keine zusammenhängende Fläche handelt), liegen im Westen im Ortsteil Villapinta der Gemeinde Buglio in Monte, und im Osten etwas nordöstlich der Stadt Tirano. Die Grenzen und Flächen regelt das maßgebliche „Disciplinare“ (Produktionsvorschriften), hier Artikel 3 (italienisch articolo). Eine Übersicht der Flächen ist auf der Kartenskizze des zuständigen „Consorzio di Tutela dei Vini di Valtellina“ ersichtlich. Sie zeigt die sechs Teilflächen der DOCG sowie ihre fünf Unterzonen (italienisch sottozone) von West nach Ost:

### Maroggia
Maroggia hat 2023 etwa 25 Hektar (ha) Anbaufläche in einer Höhe zwischen 270 und 550 Meter über Meer (m. ü. M.). Die Rebflächen gehörten seit 1968 zur Zone der Valtellina DOC-Weine, ab 1998 dann zur Zone der Valtellina Superiore DOCG-Weine, und erhielten den Status als Unterzone erstmals für die Ernte des Jahres 2002. Maroggia ist die mit Abstand kleinste und jüngste Unterzone. Benannt ist sie nach dem Gebirgsbach Maroggia (italienisch torrente Maroggia) und dem gleichnamigen Weiler und Teilort Maroggia (italienisch frazione Maroggia). Der Weiler Maroggia hat im Jahr 2023 noch etwa 40 Einwohner und ist zugehörig zur Gemeinde (italienisch comune) Berbenno di Valtellina. Ein „Bergnest … ein am Hang klebender Häuserhaufen mit vielen blinden Fenstern.“

### Sassella
Die Unterzone Sassella hat 2023 noch etwa 100 ha Rebfläche zwischen 270 und 600 m. ü. M. In den letzten 30 Jahren büßte sie ein gutes Drittel Rebland ein. Um 1990 waren noch 159 ha Weinbergfläche im Rebkataster eingetragen, welche im Durchschnitt der drei Jahre 1987–1989 eine Traubenernte von 7972 quintali (Doppelzentner), die in Italien traditionelle Gewichtseinheit für den Traubenertrag erbrachten. Ihren Namen haben die Rebflächen von der Kirche am Fuße der steilen Rebberge, in einer der unwegsamsten und sonnigsten Gegenden der „costa Retica“. „Die Kirche von Sassella, das Santuario della Beata Vergine della Sassella, auch Santa Maria della Sassella oder Madonna della Sassella genannt, ist einer der sieben Marien-Wallfahrtsorte des Veltlins.“ Die Madonna della Sassella und der Turm von Sassella begrüßen den vom Lago di Como kommenden Reisenden an der westlichen Grenze der Stadt Sondrio, zu welcher der Weiler Sassella mit seinen im Jahr 2020 noch 20 Einwohnern gehört.

### Grumello
Die Unterzone Grumello hat 2023 noch etwa 80 ha Rebfläche zwischen 350 und 600 m. ü. M. und in den letzten 30 Jahren etwa ein Fünftel des Reblands eingebüßt. Um 1990 waren noch 102 ha Weinbergfläche im Rebkataster eingetragen, welche im Durchschnitt der drei Jahre 1987–1989 6003 quintali (Doppelzentner) Trauben erbrachten. „Dieser erstklassige Rotwein … hat seinen Namen vom Schloss Grumello aus dem 13. Jahrhundert, welches [sic!] diesen Talabschnitt beherrscht.“ Das Schloss, heute eine restaurierte und zugängliche weitläufige Ruine, ist seit 1990 im Eigentum des Fondo per l’Ambiente Italiano ETS (FAI), Mailand. Es thront zwischen Sondrio, der Hauptstadt der gleichnamigen Provinz, und der Gemeinde Montagna in Valtellina etwa 200 Meter über dem Talgrund. Wie den Informationstafeln auf dem Gelände der Ruine entnommen werden kann, lautet der Name der Anlage richtigerweise Castello de Piro al Grumello. Die Familie de Piro, als Ghibellinen Parteigänger des Kaisers des Heiligen Römischen Reiches Deutscher Nation, hatte die Anlage im Streit mit den das Papsttum stützenden Guelfen errichten lassen. Der Ruine sind einige der ghibellinischen Schwalbenschwanzzinnen erhalten geblieben. Von ihr bieten sich zauberhafte Blicke weit in die Valtellina, auf die umliegenden Berge und hinunter auf Sondrio. Die Rebflächen, welche es – unter Einhaltung der Anforderungen des Disciplinare – erlauben, die Weine mit der Zusatzbezeichnung Grumello in den Verkehr zu bringen, umgeben die Schlossruine und liegen auf den Gemeindegebieten Sondrios und Montagnas in Valtellina.

### Inferno
Die Unterzone Inferno, 2023 noch mit etwa 55 ha Rebfläche zwischen 300 und 500 m. ü. M., hat in den letzten 30 Jahren etwa ein Sechstel des Reblands eingebüßt. Um 1990 waren noch 64 ha Weinbergfläche im Rebkataster eingetragen, welche im Durchschnitt der drei Jahre 1987–1989 4030 quintali (Doppelzentner) Trauben erbrachten. Der ungewöhnliche Name (Inferno = Hölle) kommt wahrscheinlich von den hohen Temperaturen, die im Sommer auf den Terrassen über den felsigen Schluchten herrschen. Bereits aus dem Namen lässt sich schließen, dass es sich hier um eine der unzugänglichsten und schwierigsten Lagen des Veltlins handelt. „Dieser Steillagenbereich liegt, östlich an Grumello anschließend, um Poggiridenti. Inferno ist die heißeste, aber auch wetterabhängigste Lage der DOCG, oft unter dem Niveau von Sassella und Grumello, in Spitzenjahren jedoch unerreicht (zum Beispiel 1997).“

### Valgella
Die Unterzone Valgella hat 2023 noch etwa 140 ha Rebfläche zwischen 350 und 650 m. ü. M. Sie hat in den letzten 30 Jahren etwa ein Sechstel des Reblands verloren. Um 1990 waren noch 163 ha Weinbergfläche im Rebkataster eingetragen, welche im Durchschnitt der drei Jahre 1987–1989 9833 quintali (Doppelzentner) Trauben erbrachten. Die Rebflächen liegen im Bereich zwischen Chiuro, Teglio (deutsch Tell) und dessen Teilort Tresenda, etwa 10 km östlich von Sondrio. „Sein Name ist in Italien weniger bekannt, da dieser Wein schon immer für den Export in die Schweiz bestimmt war“. Der Name Valgella resultiert vermutlich aus der gleichnamigen Gemarkung bzw. dem gleichnamigen Teilort der Gemeinde Teglio, welche mit „Val Teglio“ einst dem ganzen Tal den Namen gab. So meint jedenfalls die italienische Wikipedia, wenn sie zu Teglio ausführt: „Dal nome Teglio deriva il nome della Valtellina.“ – vom Namen Teglio stammt der Name der Valtellina. Der Name Valgella selbst, stammt von den unzähligen kleinen Bächen und Wasserläufen in dieser Unterzone. (Beleg wird nachgetragen)

## Erzeugung und Inverkehrbringung
Seit 2017 ist die Bestockung bei Neu- und Wiederanpflanzungen mit mindestens 3500 Rebstöcken je Hektar gefordert; zuvor waren es noch 4000 Rebstöcke. Altanpflanzungen genießen Bestandsschutz. Jede Maßnahme zur Steigerung der Traubenmenge ist verboten. Einzig eine Bewässerung im Notfall (z. B. bei Neuanpflanzungen während großer Trockenheit) ist erlaubt. Der Traubenertrag je Hektar ist auf 8000 Kilogramm beschränkt. (Disciplinare Art. 4). Diese Maßnahmen dienen der Reduzierung der Traubenerträge zur Steigerung der Qualität der Trauben.
Die Weintrauben, die für die Vinifizierung von Wein der Bezeichnung „Valtellina Superiore DOCG“ vorgesehen sind, müssen einen natürlichen Mindestalkoholgehalt von 11 % vol. ermöglichen. Die Trauben aber, die für Weine mit Angabe einer Unterzone vorgesehen sind, müssen einen natürlichen Mindestalkoholgehalt von 11,50 % vol. erlauben. (Disciplinare Art. 4 a.E.)
Die Vinifizierung und der Ausbau der Weine muss im Anbaugebiet erfolgen, wobei auch hier ein Bestandsschutz gilt. Der Ausbau ist aus Traditionsgründen aber auch in den beiden (der Stadt Tirano benachbarten) Schweizer Ortschaften Brusio und Poschiavo zulässig.
Die Traubenmostausbeute ist auf 56 Hektoliter (hl) je Hektar Anbaufläche beschränkt. Wird diese Grenze um maximal 4 hl bis zu maximal 60 hl/ha überschritten, erfüllt die Übermenge nicht die Voraussetzungen für Weine der DOCG Valtellina Superiore. Übersteigt die Traubenmostausbeute jedoch 60 hl/ha, geht der Anspruch auf die DOCG Valtellina Superiore insgesamt verloren. (Disciplinare Art. 5). Dann wäre zu prüfen, ob die Weine noch die geringeren Anforderungen der DOC Valtellina Rosso oder der IGT Alpi Retiche erfüllen, damit sie wenigstens als solche in den Verkehr gebracht werden können.
Die Weine der DOCG Valtellina Superiore müssen, beginnend mit dem 1. Dezember nach der Traubenernte, während mindestens 24 Monaten reifen. Hiervon sind mindestens 12 Monate im Holzfass vorgeschrieben. Soll jedoch der Wein unter der Zusatzbezeichnung „Riserva“ in den Verkehr gebracht werden, muss der Ausbau während mindestens drei Jahren erfolgen. (Disciplinare Art. 5 Abs. 7)
Die Weine müssen zu mindestens 90 % aus der Rebsorte Nebbiolo bestehen, welche im Veltlin (nach dem Städtchen Chiavenna) „Chiavennasca“ genannt wird. Eine Zugabe von bis zu 10 % nicht aromatischer roter Rebsorten, die für den Anbau in der Lombardei zugelassen sind, ist erlaubt. Diese Regelung ermöglicht, dass – aus lange zurückliegend bestockten Rebflächen – die Trauben der sich dort immer wieder vereinzelt findenden anderen roten Rebsorten bei der Traubenlese nicht ausgesondert werden müssen. Sie erlaubt ferner die Verwendung sogenannter Färbertrauben, deren Farbpigmente den sonst typischerweise eher „blassen“ Weinen mehr Farbe verleihen.
Die Abfüllung ist erlaubt in dunkelfarbige Bordeaux-Flaschen (italienisch bordolese) und Burgunder-Flaschen (italienisch borgognotta) mit minimal 0,375 und maximal 5,00 Liter Inhalt. (Disciplinare Art. 8).

### Angabe einer „Unterzone“
Soweit alle Anforderungen des „Disciplinare“ erfüllt sind, darf die maßgebliche Unterzone (italienisch sottozona) genannt werden (Disciplinare Art. 6 Abs. 3).

### Angabe des Prädikats „Riserva“
Nach einer Ausbau-/Reifungsdauer von mindestens drei Jahren, dürfen die Weine mit der zusätzlichen Bezeichnung „Riserva“ in den Verkehr gebracht werden (Disciplinare Art. 5 Abs. 7). Auch Weine, die berechtigt sind, den Namen einer der fünf Unterzonen zu nennen, dürfen zusätzlich die Bezeichnung Riserva führen (Disciplinare Art. 1).

### Angabe weiterer „Namensbestandteile“
Erlaubt ist ferner die Verwendung von Angaben, die sich auf Namen, Firmennamen und/oder Warenzeichen beziehen; allerdings nur, soweit sie keine „anpreisende“ Bedeutung haben (Disciplinare Art. 7 Abs. 2). Die Angaben zum Wein sollen sachlich und nicht unter werberischen Aspekten erfolgen.

### Angabe der Bezeichnung „vigna …“
Bei der Bezeichnung der Weine darf auch der Begriff „vigna …“ („Weinberg …“) verwendet werden, sofern ihm das entsprechende Toponym oder der traditionelle Name folgt, und die aus diesem Weinberg geernteten Trauben von anderen Trauben separiert vinifiziert und ausgebaut, in der Traubenanmeldung angezeigt und in den Büchern und den Begleitdokumenten eingetragen werden. Grundvoraussetzung hierfür ist, dass der Name des „Weinbergs“ in das (nach Art. 31 Abs. 10 des Gesetzes Nr. 238/2016) zu führende regionale Verzeichnis der „Weinbergnamen“ aufgenommen ist (Disciplinare Art. 7 Abs. 3). Die Verwaltung des Verzeichnisses kann nach dem Gesetz Nr. 238/2016, Art. 41 Abs. 4 anerkannten Schutzkonsortien übertragen werden. Dies ist vorliegend das Consorzio di Tutela dei Vini di Valtellina in Sondrio. Dieses nennt auf seinen Webseiten zu den fünf Unterzonen:
- In der Unterzone Maroggia: Garbisc, Cecca, Al Dosso, Righetta, Piasci, Malenca und Casini
- In der Unterzone Grumello: Ca’ Rossa, Ca’ Bianca, Sant’Antonio, Dossi Salati und Prudenze.
- In der Unterzone Inferno: Paradiso, Calvario und Runsc.
- In der Unterzone Valgella: Fracia und Quigna.
- In der Unterzone Sassella: nennt das Consorzio hingegen (Stand Oktober 2023) keine Namen.

Bei den hier so genannten „Weinbergen“ handelt es sich nicht um Lagen im Sinne der deutschen Gesetzgebung. Es handelt sich oft schon nicht um eigentliche Weinberge, sondern lediglich um Weingärten oder auch nur um Parzellen oder Teile von Weinbergen oder Weingärten, die auf Grund äußerer Umstände oder Merkmale einfach zu bezeichnen und aufzufinden waren, wie am Beispiel der Unterzone Grumello "vigna Ca’ Rossa", "vigna Ca’ Bianca" oder "vigna Sant’Antonio". Denn bei Ca' Rossa handelt es sich um die Rebparzellen am ca(sa) rossa, dem roten Haus, das dort noch immer steht. Bei Ca' Bianca um die Rebparzellen am ca(sa) bianca, dem weißen Haus. Und bei Sant'Antonio um die Rebparzellen bei der Kirche St. Antonio in Montagna in Valtellina. Namensbeispiele finden sich aber auch auf den Etiketten der Weinhäuser und Winzer, wie in der Unterzone Grumello z. B. Sasso Rosso (roter Fels), da dort, nahe dem Talboden im Osten Sondrios, unmittelbar oberhalb der Stadtgrenze, die Rebflächen von rotem Fels dominiert sind. Und auch die Rocca de Piro (Festung de Piro, der ursprüngliche Name der heute meist nur noch Castello Grumello genannten Ruine), ist nicht nur für die ganze Unterzone namengebend, sondern als zusätzliche Bezeichnung zur Unterzone Grumello, auch noch für den Wein eines Winzers. Aber auch traditionelle Namen sind zu finden, wie bei einem Winzer die Zusatzbezeichnung „Buon Consiglio“ (guter Rat).

### Valtellina Superiore DOCGStägafässli(lt. disciplinare: Stagafassli)
Weine, die traditioneller- und zulässigerweise in der benachbarten Schweiz auf Flasche gezogen werden, dürfen – neben der Bezeichnung „Valtellina Superiore DOCG“ – den Zusatz „Stägafässli“ tragen. Diesen Weinen bleibt jedoch die Angabe einer Unterzone und/oder des Prädikats „Riserva“ versagt (Disciplinare Art. 6 a.E.).
In der Markendatenbank des Eidgenössisches Instituts für Geistiges Eigentum, Bern, Schweiz, waren am 17. Oktober 2023 die 2006 mangels Verlängerung gelöschte Marke „Valtellina Superiore D.O.G. Stägafässli“ eines Weinhändlers in St. Moritz eingetragen, wie auch die seit 1999 eingetragene noch aktive Marke eines ehemals in Chur und heute in Maienfeld in der Bündner Herrschaft ansässigen Weinhandelshauses.
Stägafässli ist ein alemannisches in der Deutschschweiz und seiner unmittelbaren baden-württembergischen und vorarlbergischen Nachbarschaft gebrauchtes Dialektwort. Die Deutschschweiz und die ihr benachbarten Landstriche waren über Jahrhunderte größter Absatzmarkt für Weine aus der Valtellina, gehörte das Veltlin doch mit kurzen Unterbrechungen seit 1512 bis 1797 als Untertanenland den drei Bünden und von 1815 bis 1859 zum österreichisch dominierten Lombardo-Venetianischen Königreich. Heute erinnert noch der Weitwanderweg Via Valtellina zwischen dem vorarlbergischen Schruns und Tirano im Veltlin hieran. Die Zusatzbezeichnung „Stägafässli“ setzt sich zusammen aus Stäga = Stiege und Fässli = Diminutiv von Fass. Ergo ein kleines Fass auf oder unter der Stiege. Gemeint ist damit die Stiege in den Keller, die den sonst notwendigen Fassbock ersetzen konnte. Die Zusatzbezeichnung erinnert daran, dass die Weine aus der Valtellina noch bis in die 1970er Jahre oft nicht in Flaschen, sondern im Fass in den (Schweizer) Weinhandel und in die Gastronomie gelangten. Dort wurde der Veltliner dann offen ausgeschenkt. Noch 1945 wurden Weinimporte in die Schweiz „ohne die auch nicht stark ins Gewicht fallenden Flaschenweine“ statistisch erfasst. Jahrhunderte lang bestimmten die Erfordernisse der die Alpen überquerenden Säumerei Größe und Gewicht der Transportfässer. Da ein (geübter) Mensch dauerhaft nur etwa 60 Kilogramm, und Saumtiere nur etwa 120–140 Kilogramm tragen konnten, lag die Fassgröße bei um 50–60 Liter. Ein „Fässli“ eben, das noch auf einem Tritt der Stiege oder unter ihr Platz fand, im Gegensatz zu den sonst üblichen Weinfassgrößen von oft einigen tausend Litern. Einzig im Winter und bei genügender Schnee- und Wetterlage konnten, wie auf frühen Fotos zu sehen ist, auf Schlitten auch größere Fässer vom Puschlav (italienisch Val Poschiavo) über den Berninapass zu den Abnehmern geschafft werden.
Die Verwendung der Bezeichnung „Stägafässli“ zusätzlich zur Bezeichnung „Valtellina Superiore“ ist nur für das auf dem Gebiet der Schweizerischen Eidgenossenschaft abgefüllte Erzeugnis zulässig. Die Verwendung dieses Begriffs schließt automatisch die Möglichkeit aus, sowohl die Untergebiete Maroggia, Sassella, Grumello, Inferno und Valgella zu nennen, als auch die Bezeichnung „Riserva“ und zusätzliche geografische Angaben.

### Produktionsmengen
Die Confederazione Nazionale Dei Consorzi Volontari Per La Tutela Delle Denominazioni Dei Vini Italiani FEDERDOC veröffentlicht in Jahresberichten die statistischen Daten der Erzeugung. Hiernach wurden im Jahr 2019 18.853 Hektoliter (hl) Valtellina Superiore DOCG erzeugt. 2020 waren es 18.124 hl, 2021 15.306 hl und 2022 16.691 hl.

## Organoleptik
Die Rotweine mit den Bezeichnungen „Valtellina Superiore DOCG“, „Valtellina Superiore Stägafässli DOCG“, oder „Valtellina Superiore DOCG unter Beifügung der Unterzone und / oder der Bezeichnung Riserva“, müssen folgende Eigenschaften aufweisen:
- Farbe: rubinrot, mit einer Tendenz zu granatrot
- Geruch: charakteristisch, anhaltend und angenehm
- Geschmack: trocken und leicht tanninhaltig, samtig, harmonisch und charakteristisch
- Alkoholgehalt des fertigen Weines: mindestens 12,0 Vol.-%
- Säuregehalt: seit 2017 mindestens 4,00 g/l (zuvor mindestens 4,5 g/l)
- Trockenextrakt: mindestens 23,0 g/l